# Scincidae
Gli Scincidi (Scincidae Gray, 1825) sono una famiglia di sauri, diffusi nei cinque continenti, in una ampia varietà di habitat.

## Descrizione
La famiglia comprende sauri di taglia da piccola a media: la specie di maggiori dimensioni, lo scinco arboricolo delle Isole Salomone (Corucia zebrata), può raggiungere i 72 cm di lunghezza.
La gran parte delle specie ha testa piccola, collo tozzo e corpo allungato, con arti piccoli o ridotti a vestigia.

## Biologia
Gli scincidi sono animali prevalentemente diurni e terricoli; alcune specie hanno abitudini fossorie, conducendo la loro esistenza negli strati superficiali del terreno, altre sono arboricole.
La maggior parte delle specie è vivipara, ma alcune, come ad esempio Ablepharus kitaibelii e Plestiodon lagunensis, sono ovipare.

## Distribuzione e habitat
La famiglia ha una distribuzione cosmopolita, essendo presente in America, Europa, Africa, Asia e Oceania. L'area con la maggiore biodiversità è rappresentata dall'Africa subsahariana.
Le specie di questa famiglia sono presenti in tutti gli ecosistemi terrestri, dalle foreste tropicali ai deserti, dagli ambienti alpini alle mangrovie.

## Tassonomia
Gli Scincidi sono una delle più grandi famiglie di rettili viventi comprendendo oltre 1 500 specie.
In passato venivano riconosciute 4 sottofamiglie: Aconthinae, Feylilinae, Lygosominae e Scincinae..
Studi filogenetici del 2003 hanno evidenziato che tali raggruppamenti erano in larga parte polifiletici (con l'eccezione della sottofamiglia Aconthinae che si è confermata monofiletica).

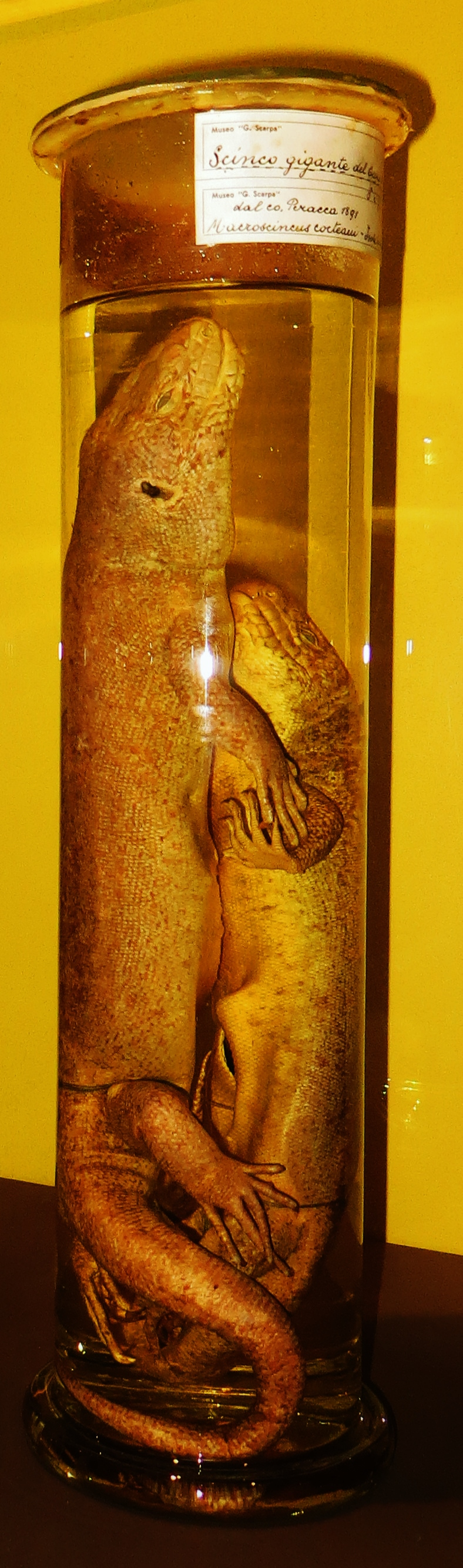
Esemplari di Chioninia coctei conservati al MUSE di Trento

Attualmente, al 2014, vengono riconosciute 7 sottofamiglie, comprendenti i seguenti generi:
- sottofamiglia Acontinae

- genere Acontias Cuvier, 1817
- genere Typhlosaurus Wiegmann, 1834

- sottofamiglia Egerniinae

- genere Bellatorias Wells & Wellington, 1984
- genere Corucia Gray, 1855
- genere Cyclodomorphus Fitzinger, 1843
- genere Egernia Gray, 1838
- genere Hemisphaeriodon Peters, 1867
- genere Liopholis Fitzinger, 1843
- genere Lissolepis Peters, 1872
- genere Tiliqua Gray, 1825
- genere Tribolonotus Duméril & Bibron, 1839

- sottofamiglia Eugongylinae

- genere Afroablepharus Greer, 1974
- genere Anepischetosia Wells & Wellington, 1985
- genere Bassiana Hutchinsonet al., 1990
- genere Caledoniscincus Sadlier, 1987
- genere Carlia Gray, 1845
- genere Celatiscincus Sadlier, Smith & Bauer, 2006
- genere Cophoscincopus Mertens, 1934
- genere Cryptoblepharus Wiegmann, 1834
- genere Emoia Gray, 1845
- genere Eroticoscincus Wells & Wellington, 1984
- genere Eugongylus Fitzinger, 1843
- genere Geomyersia Greer & Parker, 1968
- genere Geoscincus Sadlier, 1987
- genere Graciliscincus Sadlier, 1987
- genere Harrisoniascincus Wells & Wellington, 1985
- genere Kanakysaurus Sadlier, Bauer, Smith & Whitaker, 2004
- genere Lacertaspis Perret, 1975
- genere Lacertoides Sadlier, Shea & Bauer, 1997
- genere Lampropholis Fitzinger, 1843
- genere Leiolopisma Duméril & Bibron, 1839
- genere Leptosiaphos Schmidt, 1943
- genere Liburnascincus Wells & Wellington, 1984
- genere Lioscincus Bocage, 1873
- genere Lygisaurus De Vis, 1884
- genere Marmorosphax Sadlier, 1987
- genere Menetia Gray, 1845
- genere Morethia Gray, 1845
- genere Nannoscincus Günther, 1872
- genere Niveoscincus Hutchinson et al., 1990
- genere Oligosoma Girard, 1857
- genere Panaspis Cope, 1868
- genere Phoboscincus Greer, 1974
- genere Proablepharus Fuhn, 1969
- genere Pseudemoia Fuhn, 1967
- genere Saproscincus Wells & Wellington, 1983
- genere Sigaloseps Sadlier, 1987
- genere Simiscincus Sadlier & Bauer, 1997
- genere Tachygyia Mittleman, 1952
- genere Techmarscincus Wells & Wellington, 1985
- genere Tropidoscincus Bocage, 1873

- sottofamiglia Lygosominae

- genere Haackgreerius Lanza, 1983
- genere Lamprolepis Fitzinger, 1843
- genere Lepidothyris Cope, 1892
- genere Lygosoma Hardwicke & Gray, 1827
- genere Mochlus Günther, 1864

- sottofamiglia Mabuyinae Mittleman, 1952

- genere Alinea Hedges & Conn, 2012
- genere Aspronema Hedges & Conn, 2012
- genere Brasiliscincus Hedges & Conn, 2012
- genere Capitellum Hedges & Conn, 2012
- genere Chioninia Mausfeld, Böhme, Misof, Vrcibradic & Rocha, 2002
- genere Copeoglossum Tschudi, 1845
- genere Dasia Gray, 1839
- genere Eumecia Bocage, 1870
- genere Eutropis Fitzinger, 1843
- genere Exila Hedges & Conn, 2012
- genere Mabuya Fitzinger, 1826
- genere Manciola Hedges & Conn, 2012
- genere Maracaiba Hedges & Conn, 2012
- genere Marisora Hedges & Conn, 2012
- genere Notomabuya Hedges & Conn, 2012
- genere Orosaura Hedges & Conn, 2012
- genere Panopa Hedges & Conn, 2012
- genere Psychosaura Hedges & Conn, 2012
- genere Spondylurus Fitzinger, 1826
- genere Trachylepis Fitzinger, 1843
- genere Varzea Hedges & Conn, 2012
- genere Vietnascincus Darevsky & Orlov, 1994

- sottofamiglia Scincinae

- genere Amphiglossus Duméril & Bibron, 1839
- genere Androngo Brygoo, 1982
- genere Ateuchosaurus Gray, 1845
- genere Barkudia Annandale, 1917
- genere Brachymeles Duméril & Bibron, 1839
- genere Chabanaudia de Witte & Laurent, 1943
- genere Chalcides Laurenti, 1768
- genere Chalcidoseps Boulenger, 1887
- genere Eumeces Wiegmann, 1834
- genere Eurylepis Blyth, 1854
- genere Feylinia Gray, 1845
- genere Gongylomorphus Fitzinger, 1843
- genere Hakaria Steindachner, 1899
- genere Janetaescincus Greer, 1970
- genere Jarujinia Chan-Ard, Makchai & Cota, 2011
- genere Madascincus Brygoo, 1982
- genere Melanoseps Boulenger, 1887
- genere Mesoscincus Griffith, Ngo & Murphy, 2000
- genere Nessia Gray, 1839
- genere Ophiomorus Duméril & Bibron, 1839
- genere Pamelaescincus Greer, 1970
- genere Paracontias Mocquard, 1894
- genere Plestiodon Duméril & Bibron, 1839
- genere Proscelotes de Witte & Laurent, 1943
- genere Pseudoacontias Bocage, 1889
- genere Pygomeles Grandidier, 1867
- genere Scelotes Fitzinger, 1826
- genere Scincopus Peters, 1864
- genere Scincus Laurenti, 1768
- genere Scolecoseps Loveridge, 1920
- genere Sepsina Bocage, 1866
- genere Sepsophis Beddome, 1870
- genere Sirenoscincus Sakata & Hikida, 2003
- genere Typhlacontias Bocage, 1873
- genere Voeltzkowia Boettger, 1893

- sottofamiglia Sphenomorphinae

- genere Ablepharus Lichtenstein, 1823
- genere Anomalopus Duméril & Duméril, 1851
- genere Asymblepharus Eremchenko & Shcherbak, 1980
- genere Calyptotis De Vis, 1886
- genere Coeranoscincus Greer & Cogger, 1985
- genere Coggeria Couper, Covacevich, Marsterson & Shea, 1996
- genere Concinnia Wells & Wellington, 1984
- genere Ctenotus Storr, 1964
- genere Eremiascincus Greer, 1979
- genere Eulamprus Fitzinger, 1843
- genere Fojia Greer & Simon, 1982
- genere Glaphyromorphus Wells & Wellington, 1984
- genere Hemiergis Wagler, 1830
- genere Insulasaurus Taylor, 1925
- genere Isopachys Lönnberg, 1916
- genere Kaestlea Eremchenko & Das, 2004
- genere Lankascincus Greer, 1991
- genere Larutia Böhme, 1981
- genere Leptoseps Greer, 1997
- genere Lerista Bell, 1833
- genere Lipinia Gray, 1845
- genere Lobulia Greer, 1974
- genere Nangura Covacevich, Couper & James, 1993
- genere Notoscincus Fuhn, 1969
- genere Ophioscincus Peters, 1874
- genere Otosaurus Gray, 1845
- genere Papuascincus Allison & Greer, 1986
- genere Parvoscincus Ferner, Brown & Greer, 1997
- genere Pinoyscincus Linkem, Diesmos & Brown, 2011
- genere Prasinohaema Greer, 1974
- genere Ristella Gray, 1839
- genere Saiphos Gray, 1839
- genere Scincella Mittleman, 1950
- genere Silvascincus Skinner, Hutchinson & Lee, 2013
- genere Sphenomorphus Fitzinger, 1843
- genere Tropidophorus Duméril & Bibron, 1839
- genere Tumbunascincus Skinner, Hutchinson & Lee, 2013
- genere Tytthoscincus Linkem, Diesmos & Brown, 2011

### Alcune specie

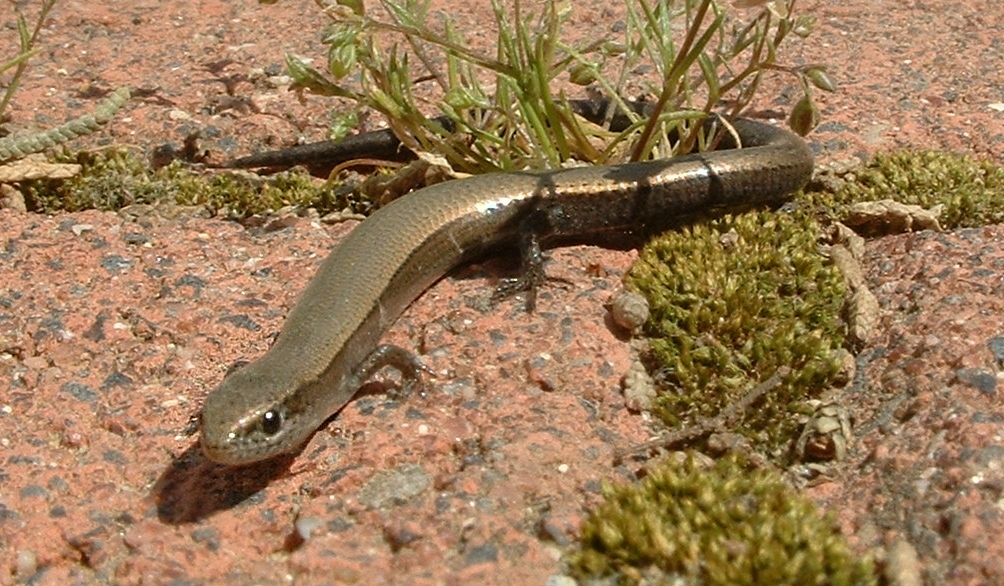
Ablepharus kitaibelii
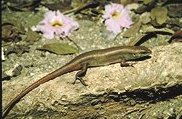
Carlia fusca
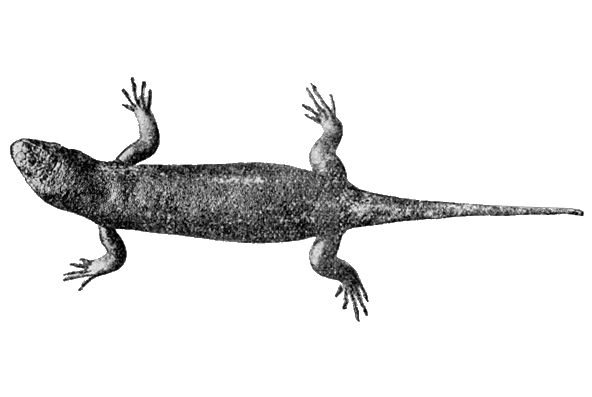
Chioninia coctei
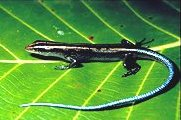
Emoia caeruleocauda
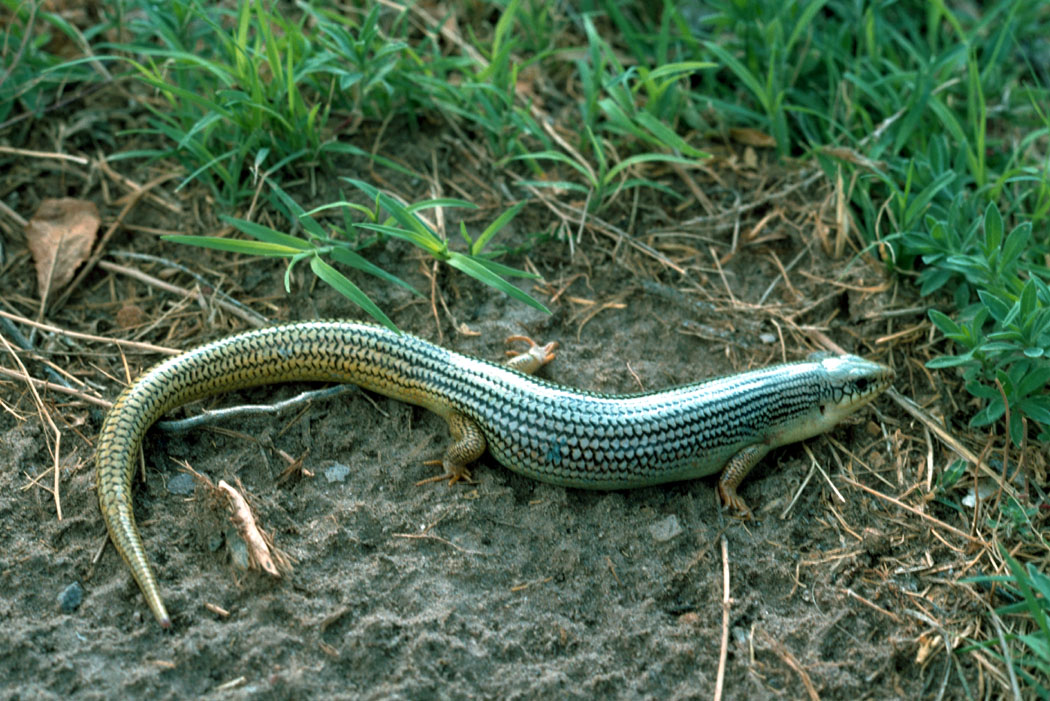
Eumeces obsoletus
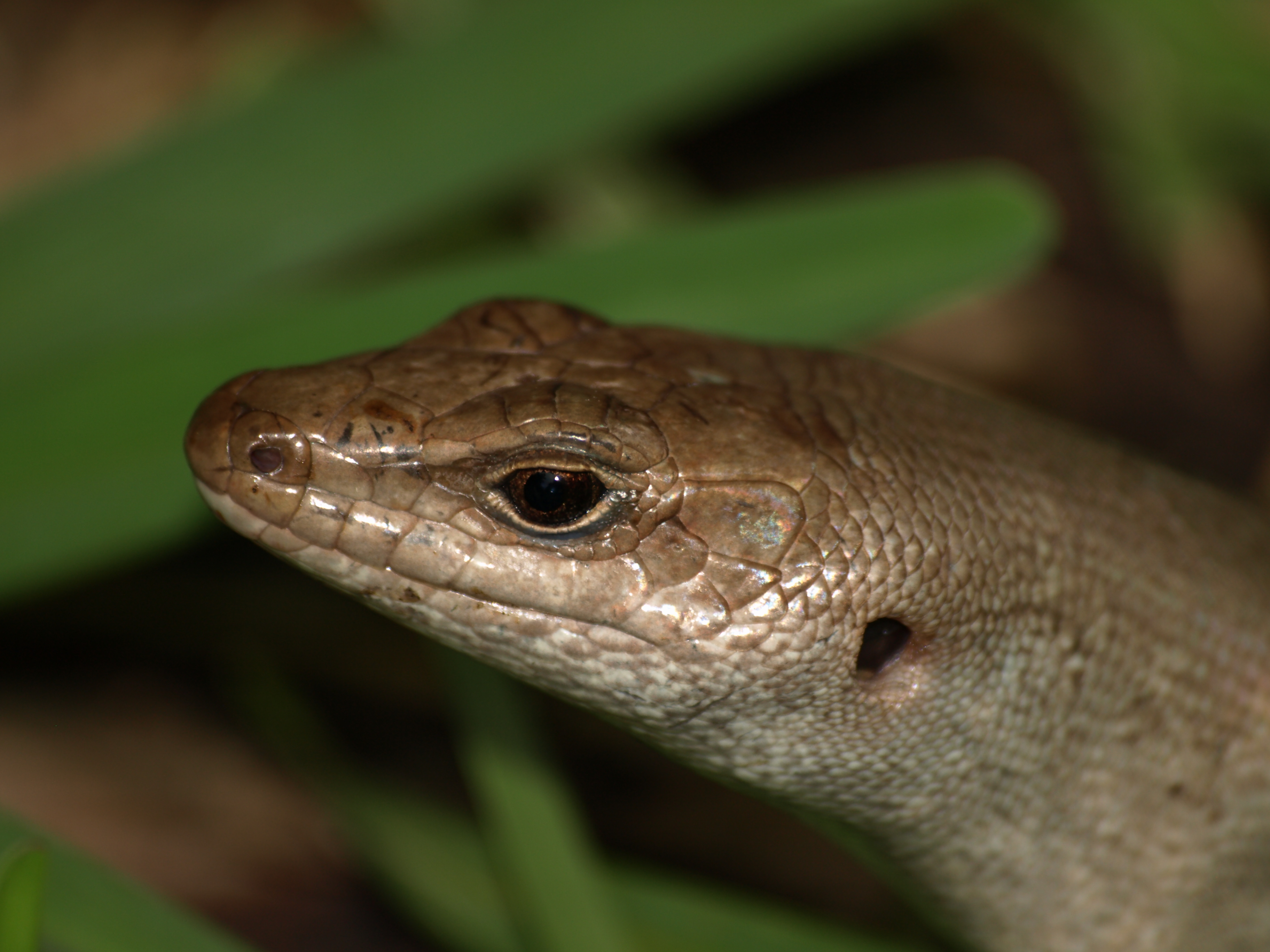
Leiolopisma telfairii
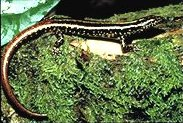
Lipinia noctua
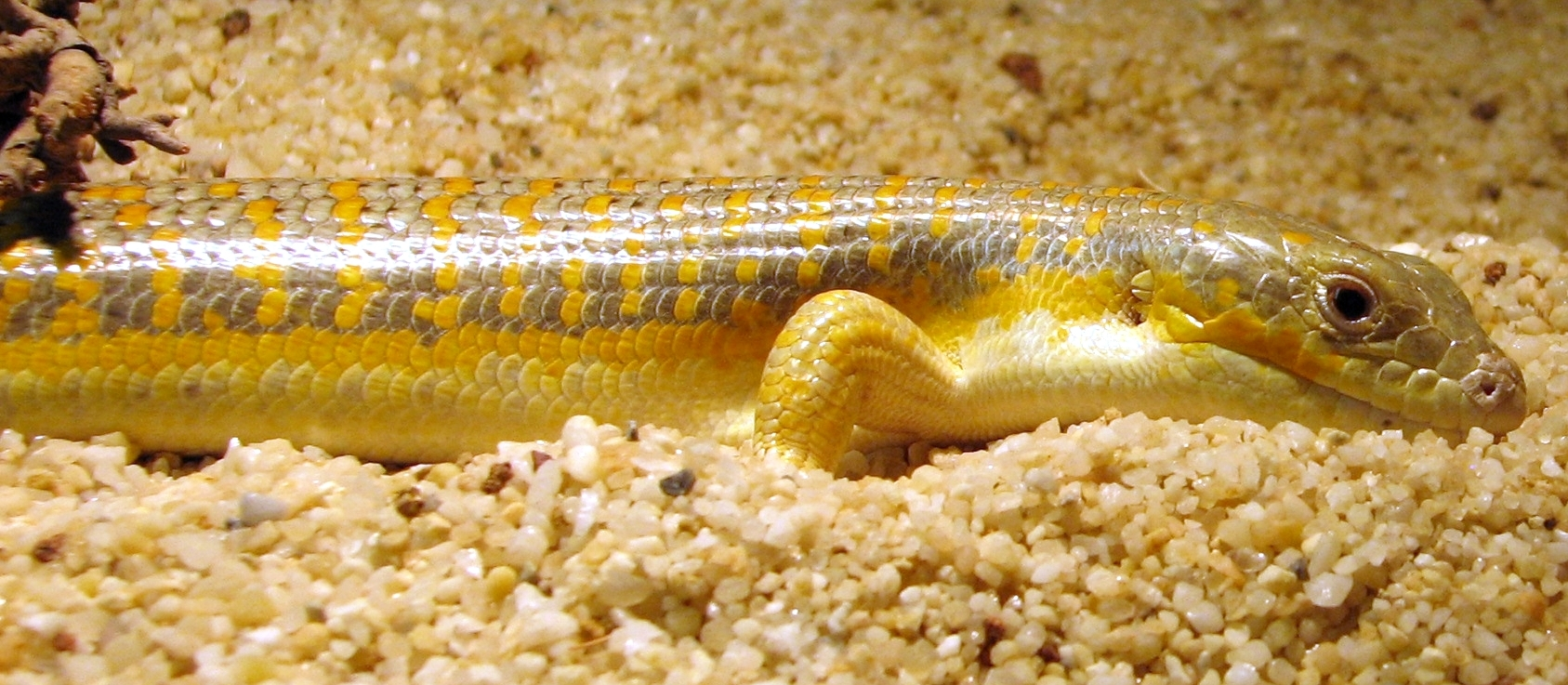
Novoeumeces schneideri
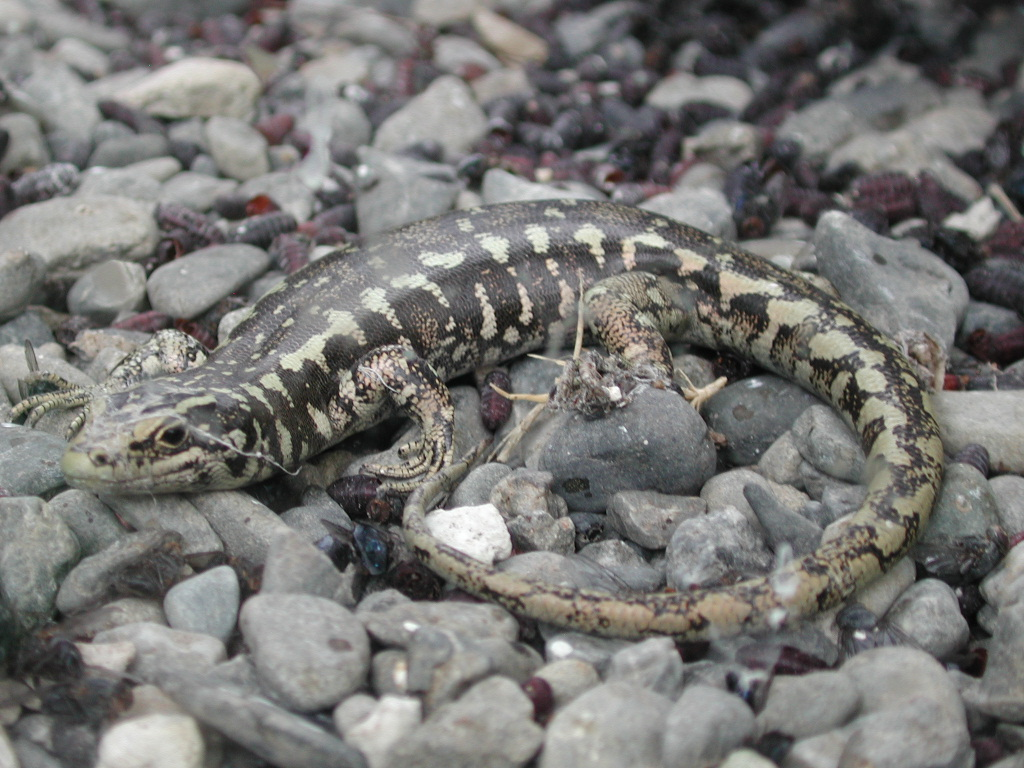
Oligosoma otagense
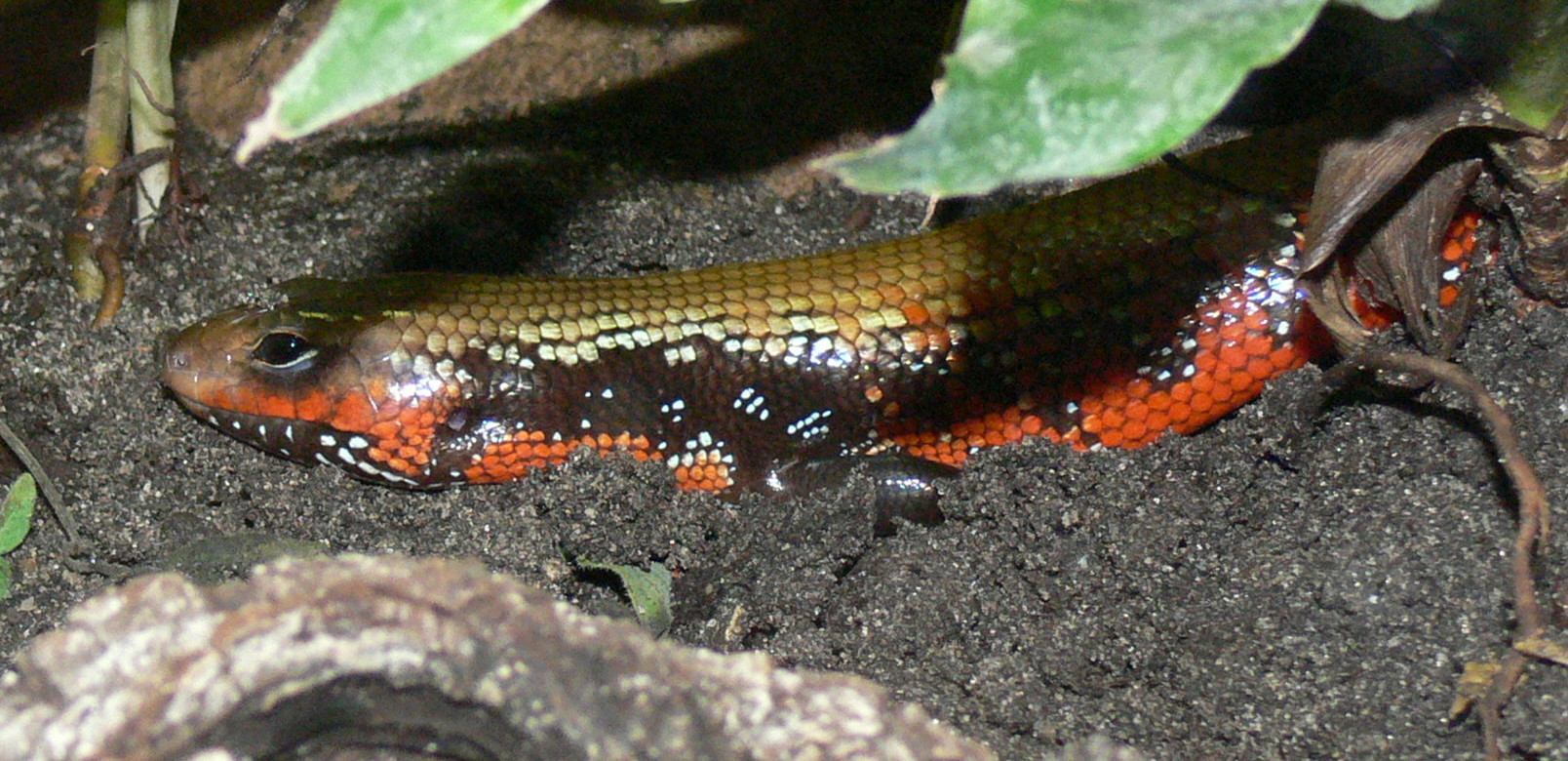
Lepidothyris fernandi
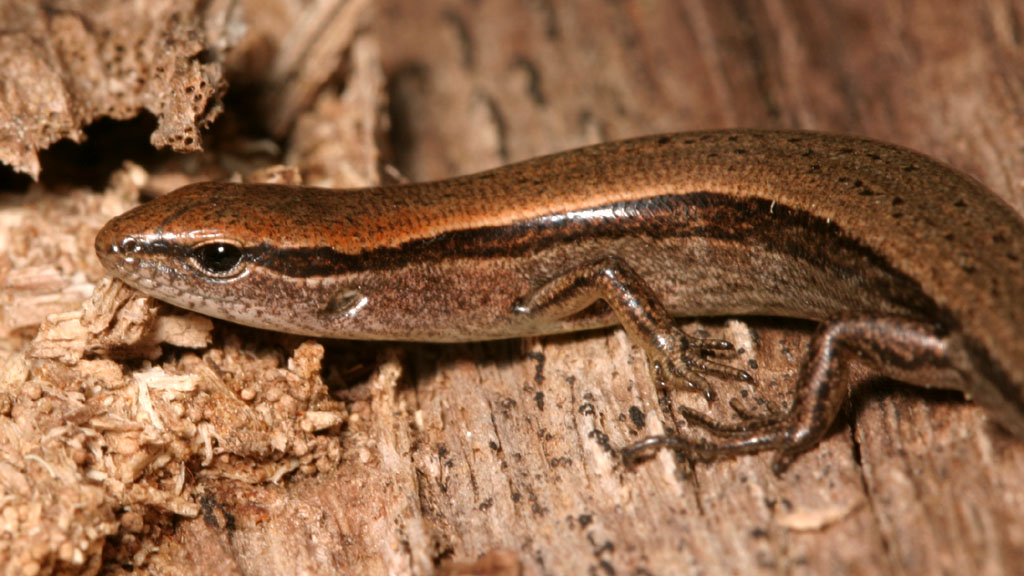
Scincella lateralis
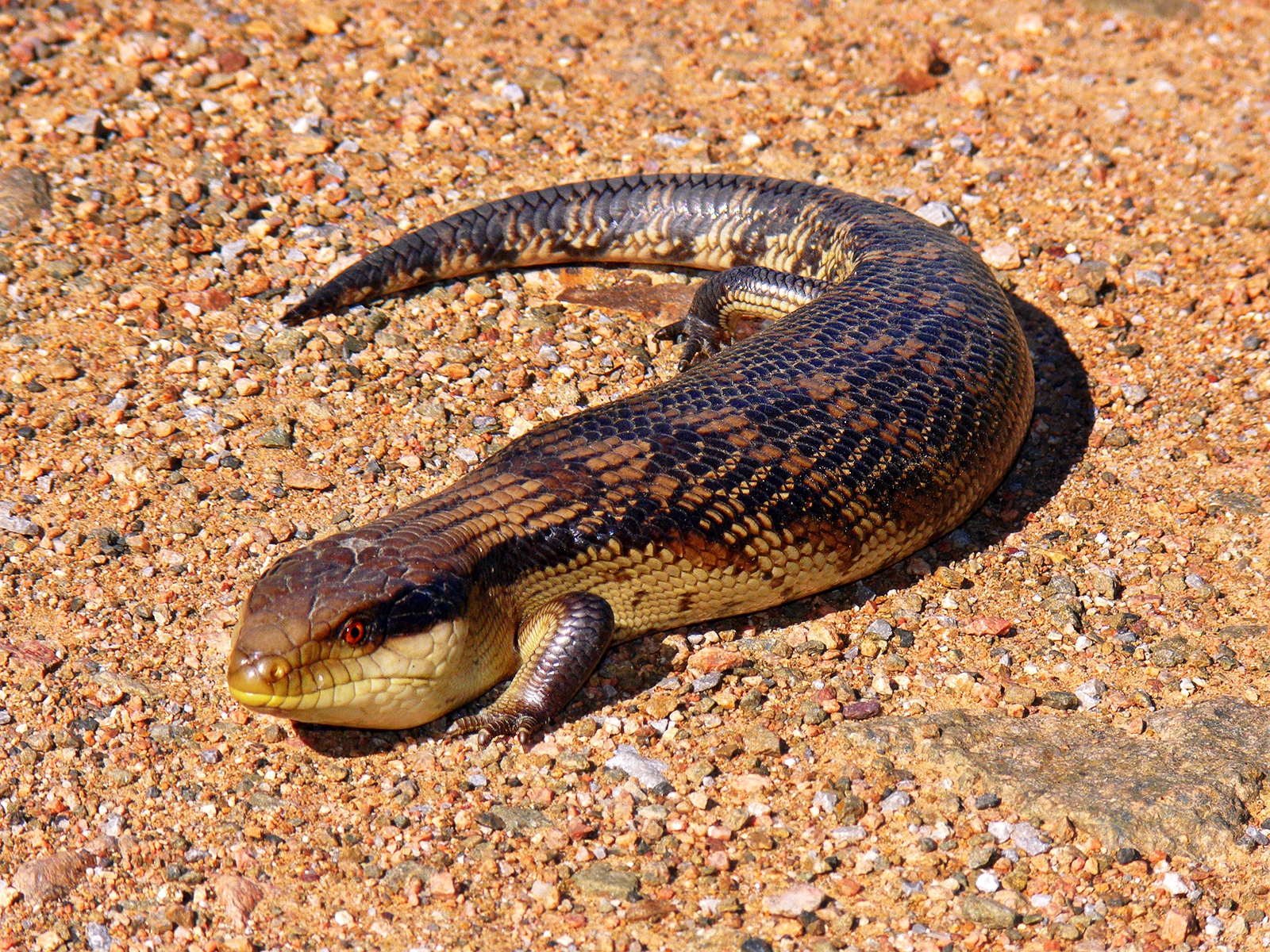
Tiliqua nigrolutea

### Specie presenti in Italia

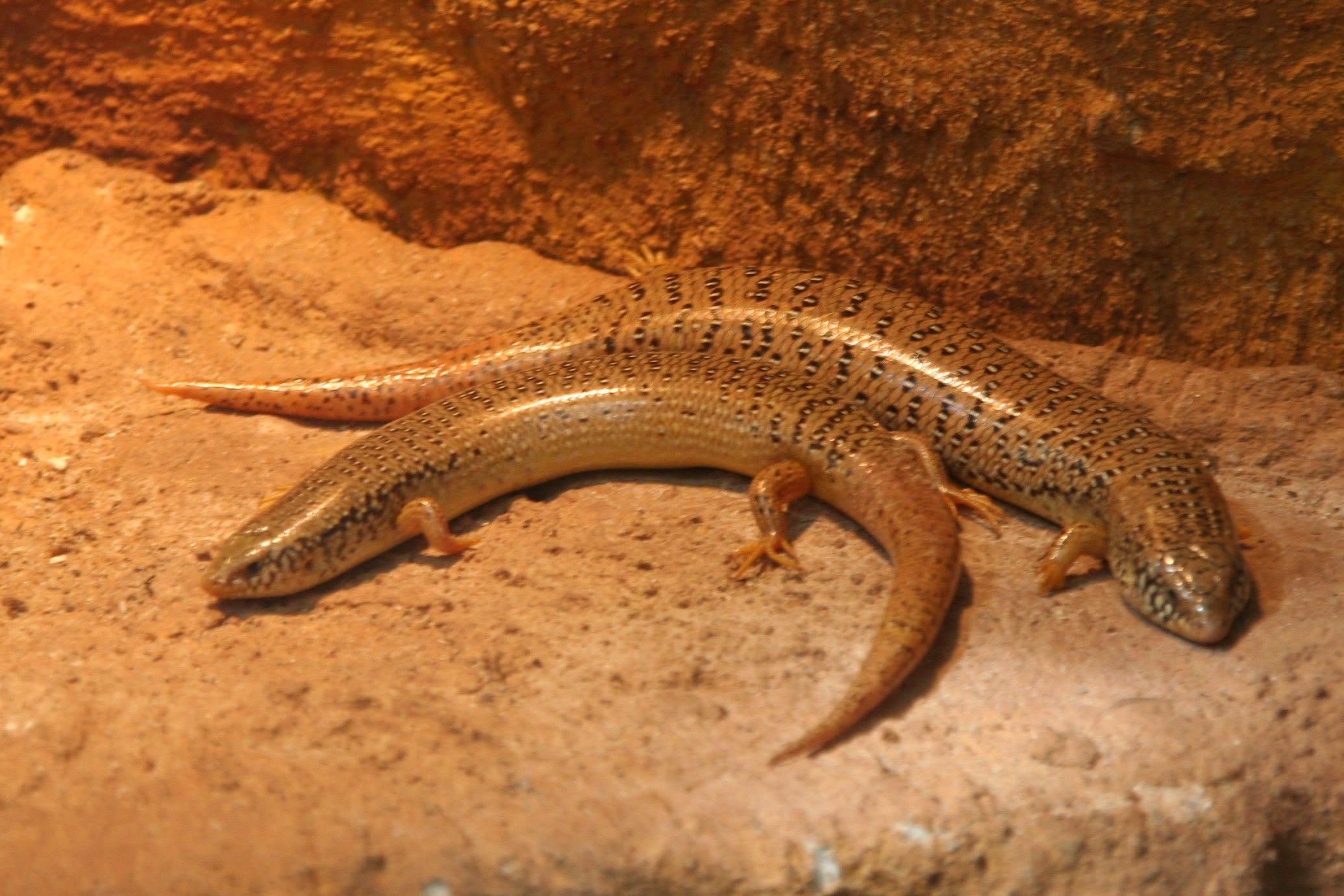
Gongilo Chalcides ocellatus
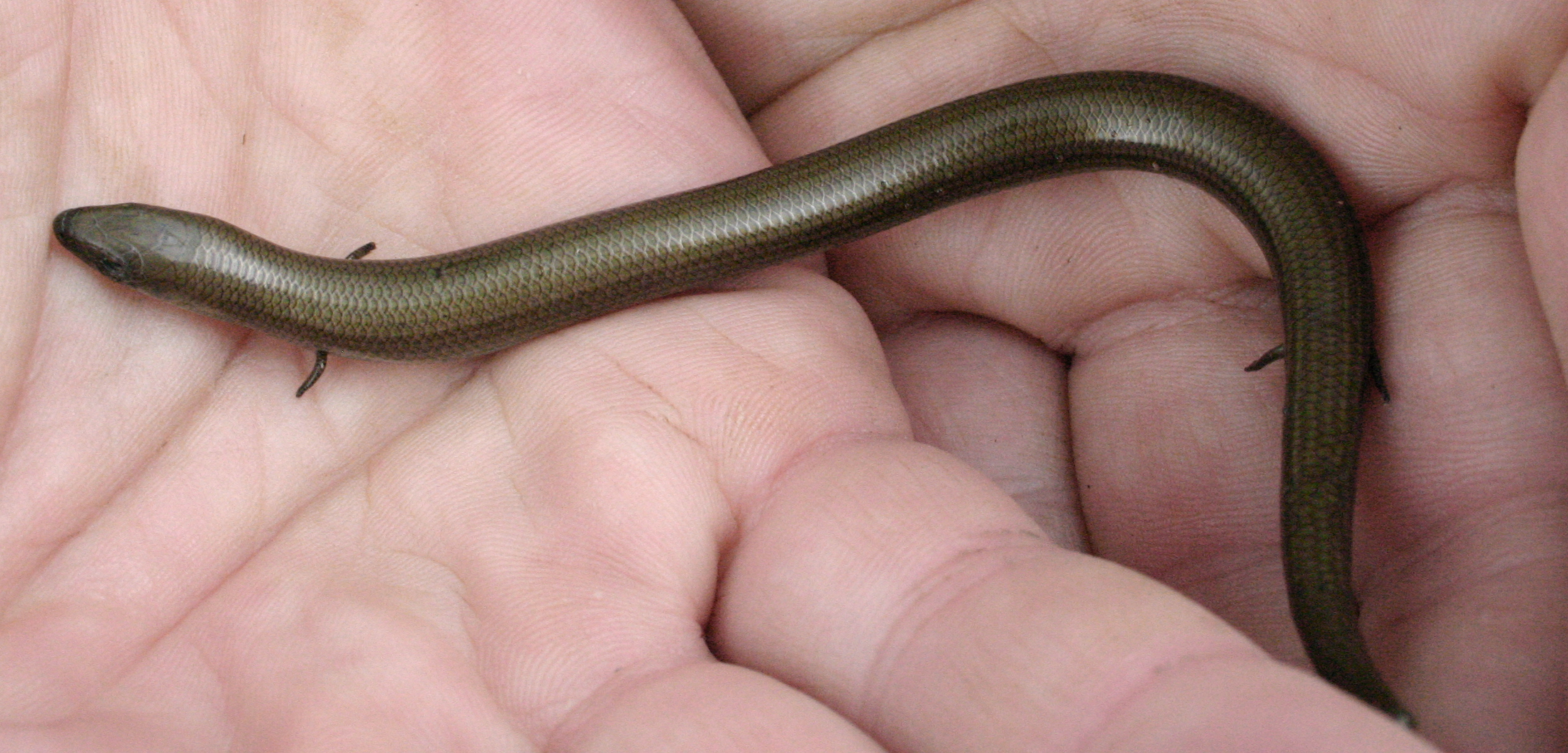
Luscengola Chalcides chalcides
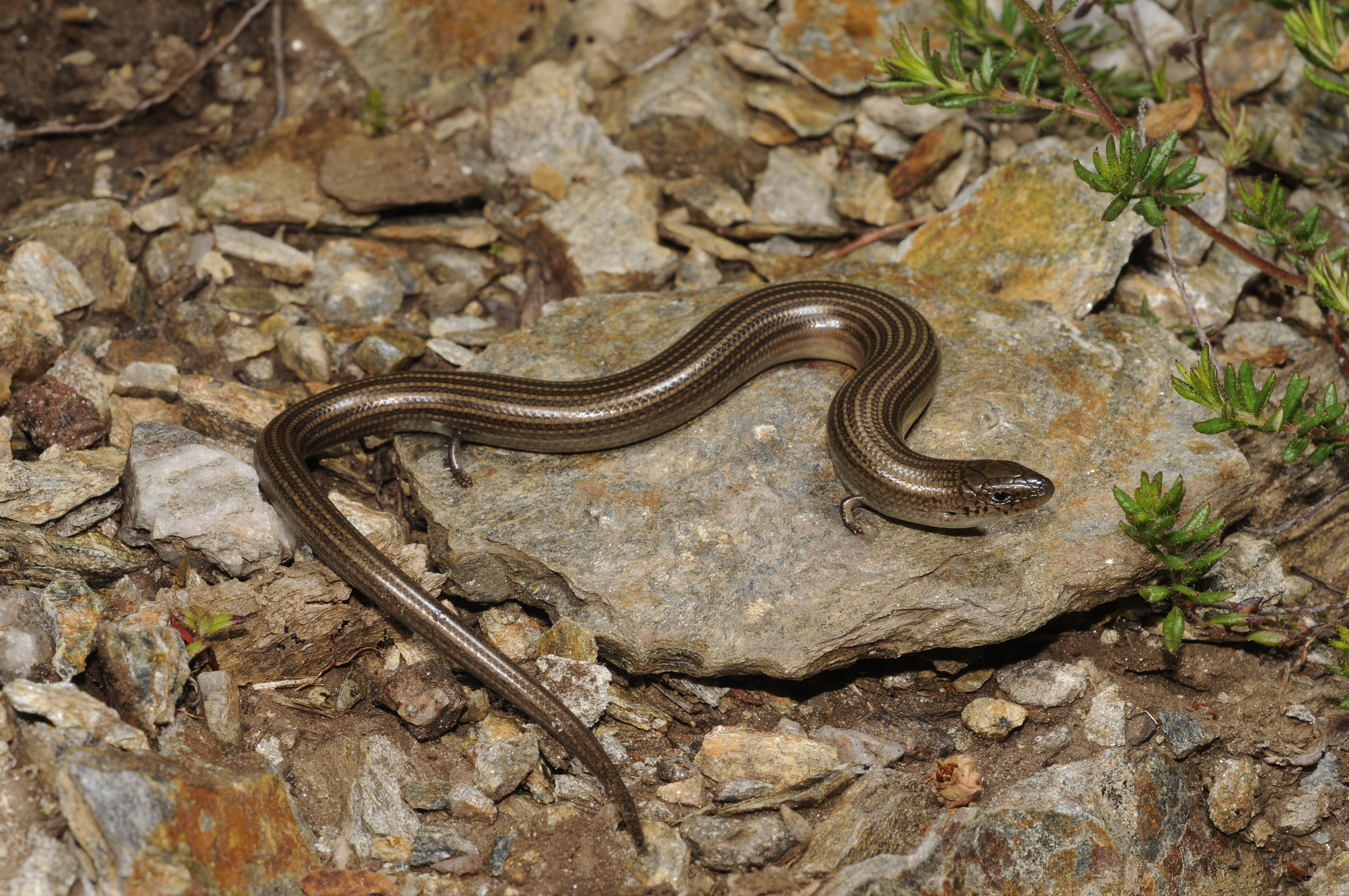
Luscengola striata Chalcides striatus